# Ballophilus kraepelini
Ballophilus kraepelini är en mångfotingart som beskrevs av Carl Graf Attems 1907. Ballophilus kraepelini ingår i släktet Ballophilus och familjen Ballophilidae. Inga underarter finns listade i Catalogue of Life.